# 8062 Okhotsymskij
8062 Okhotsymskij (1977 EZ) là một tiểu hành tinh vành đai chính được phát hiện ngày 13 tháng 3 năm 1977 bởi N. S. Chernykh ở Đài vật lý thiên văn Crimean.
Nó được đặt theo tên the Russian space scientist Dmitry Okhotsimsky.